# Arwid Lund
Arwid Lund, folkbokförd John Arvid Torbjörn Lund, född 26 oktober 1968 i Gävle Staffans församling, är en svensk författare och forskare. 
Lund disputerade 2015 i biblioteks- och informationsvetenskap vid Uppsala universitet med en doktorsavhandling om wikipedianer, Frihetens rike: Wikipedianer om sin praktik, sitt produktionssätt och kapitalismen. Hans böcker har bland annat recenserats av Svenska Dagbladet och Aftonbladet.